# 양승림
양승림(중국어 정체자: 楊丞琳, 간체자: 杨丞琳, 병음: Yáng Chénglín 양청린[*], 영어: Rainie Yang, 1984년 6월 4일 ~ )은 중화민국의 가수이자 배우이다. 화강예술학교를 졸업하였다. 국어(보통화), 광동어, 영어를 사용할 줄 알며 가애교주(可愛敎主 kě ài jiào zhǔ)라는 애칭을 가지고 있다.

## 주요 경력
- 2000년 - 4 in love의 멤버로 활동하였으며 해체된 후 솔로로 활동해왔다.
- 2001년 - 《유성화원》(流星花園)에서 샤오유 역을 맡았다.
- 2002년 - 《애정백피서》(愛情白皮書)에서 위엔청메이 역을 맡았다.
- 2003년 - 《분홍교부소첨첨》(粉紅教父小甜甜)에서 바오샤오팅, 쳔티엔스 역을 맡았다.
- 2004년 - 《천공지성》(天空之城)에서 루빈옌(陸彬燕)역을 맡았다.
- 2005년 - 《악마재신변》(惡魔在身邊)에서 제열 역을 맡았으며, 첫 솔로앨범인 《애매》(曖昧)가 발매되었다.
- 2006년 - 2번째 앨범 《우상애》(遇上愛)가 발매되었다.
- 2007년 - 《환환애》(換換愛)에서 통찌아디 역을 맡아서 연기하였으며, 3번째 앨범인 《임의문》(任意門)이 발매되었으며, 채의림(蔡依林), 나지상(羅志祥), 황립행(黃立行)과 함께 《아애대명성 경탄호》(我愛大明星 驚歎號)를 출판하였다. (이 책은 서로 모이기 힘든 4명이 모여 자신의 스타일을 나타낸 책이다.)
- 2008년 - 《불량소화》(不良笑花)에서 쟝샤오화 역을 맡았고 11월에 4번째 앨범인 《반숙선언》(半熟宣言)이 나왔다.
- 2009년 - 《애취택일기》(愛就宅一起)에서 천모모역을 맡았고, 《해파첨심》(海派甜心)에서 천바오쥬역을 맡아 나지상과 함께 연기중이며 11월 팍스 뮤지카(Pax Musica)에서 〈일본어판 애매〉(日文曖昧)와 〈대아주〉(帶我走)등을 불렀다.
- 2010년 - 1월 1일에 5집 앨범인 Rainie＆love....?(雨愛)가 발매되었으며, 1월 27일 일본어로 된 앨범인 애매(曖昧日文)이 발매되었다. 2월에는 지난 1월에 발표했던 Rainie＆love....?의 다른 버전이 출시되었다.

## 출연작

### 드라마
- (2001년 CTS) 《유성화원(流星花園)》 - 샤오유(小優)역
- (2002년 CTS) 《양광과동(陽光果凍)》
- (2002년 CTV) 《애정백피서(愛情白皮書)》 - 위엔청메이(袁成美)역
- (2003년 CTS) 《분홍교부소첨첨(粉紅教父小甜甜)》 - 바오샤오팅(包小婷), 쳔티엔스(陳天使)역
- (2003년 CTV) 《원미적하천(原味的夏天)》 - 양판판(楊盼盼)역
- (2004년 CTV) 《극속전설(極速傳說)》 - 줄리엣(까오운) Juliet(高雲) 역
- (2004년 CTV) 《천공지성(天空之城)》 - 루빈옌(陸彬燕)역
- (2005년 CTV) 《악마재신변(惡魔在身邊)》 - 제열(齊悅 ; 小悅)역
- (2007년 CTS) 《환환애(換換愛)》 - 통찌아디(童嘉蒂)역
- (2008년 CTS) 《불량소화(不良笑花)》 - 쟝샤오화(蔣小花)역
- (2009년 CTV) 《애취택일기(愛就宅一起)》 - 쳔모모(陳默默)역
- (2009년 CTS) 《해파첨심(海派甜心)》 - 쳔바오쥬(陳寶茱)역
- (2011년 TTV) 《취후결정애상니(醉後決定愛上你)》 - 린샤오루(林曉如)역
- (2011년 TTV) 《양광천사(陽光天使)》 - 양광(陽光)역
- (2014년 중국 후난tv) 《일견불종정(一見不鍾情)》 - 페이뤄뤄(费洛洛)역

### 영화
- (2001년) 《초련나사면(初戀拿喳麵)》- Carlily 역
- (2007년) 《자청(刺青) ; 스파이더 릴리》- 샤오뤼(小綠) 역
- (2010년) 《동안(童眼)》- Rainie 역

### 코미디, 쇼
- 아시아시아시시시(我猜我猜我猜猜猜 wǒ cāi wǒ cāi wǒ cāi cāi cāi)(2002 - 2007 CTV) - 진행
- 오락백분백(娛樂百分百)(GTV) - 게스트
- 강희래료(康熙來了) - 게스트

### 광고
- (2003년) 《코카콜라》
- (2006년) 《증기환상(蒸汽幻想)》
- (2008년) 《고도매자녹차(古道梅子綠茶)》
- (2009년) 《왕자세계(王者世界)》
- (2009년) 《시강(視康)》
- (2009년) 《Sony Playstation 3》
- (2009년) 《IBS Jeans》

## 음반 목록

#### 4 in love 시절 앨범
정규 앨범
- 2000: Fall in Love
- 2001: 수파수

#### 개인 앨범
대만 정규 앨범
- 2005: 애매
- 2006: 우상애
- 2007: 임의문
- 2008: 반숙선언
- 2010: Rainie＆Love....? 우애
- 2011: 앙망
- 2012: 상행복적인
- 2013: 천사지익
- 2014: 쌍승희

대만 정규 앨범
- 2013: 이상천개 신가+정선

일본 미니 앨범
- 2010: 애매

### 단곡(單曲)
- (2007년) 《소모리(小茉莉)》 - 영화 《자청(刺青)》삽입곡
- (2007년) 《천사적시방(天使的翅膀)》 - 故 허위륜(許瑋倫)을 추모하는 곡으로 여러명의 가수, 배우들과 부른 곡.
- (2008년) 《이지여감정(理智與感情)》 - 양승림(楊丞琳), 진백우(陳柏宇) (광동어)

### 뮤직비디오 출연
- 나지상(羅志祥) - 소축어(小丑魚)
- 비륜해(飛輪海) - 묵묵(모모)(默默)

### 그 외
- (2009년 11월) 팍스 뮤지카(Pax Musica) - 일본 도쿄

## 저서
- (2007년 3월 7일)《아애대명성 경탄호(我愛大明星 驚歎號)》(ISBN(10) 9787807328285) - 양승림(楊丞琳), 채의림(蔡依林), 나지상(羅志祥), 황립행(黃立行) 공저
- (2008년 4월 25일)《Fun Fun마후포(Fun Fun馬後炮)》 - 양승림(楊丞琳), 만만(彎彎) 공저